# Ветерниго (Венеција)
Ветерниго је насеље у Италији у округу Венеција, региону Венето.
Према процени из 2011. у насељу је живело 3356 становника. Насеље се налази на надморској висини од 11 м.